# ژلیشوو
ژلیشوو (به لهستانی:  Żeliszów) یک روستا در لهستان است که در گمینا بولسواویتس (استان سیلزی سفلی) واقع شده‌است.